# Sur la terre en passant
Sur la terre en passant est un roman de l'écrivain camerounais François-Borgia Marie Evembé,. Paru en 1966 aux éditions Présence Africaine,, l'oeuvre reçoit le Grand Prix littéraire d'Afrique noire en 1967.